# Premier Trophy
Die Premier Trophy ist der nationale First-Class-Cricket-Wettbewerb für Sri Lanka. Sie wird seit 1938 ausgetragen und hat seit der Saison 1988/89 First-Class-Status.

## Mannschaften
Anders als in anderen Test-Nationen, wo Regionen oder Franchises vorherrschen, wird der First-Class-Wettbewerb in Sri Lanka zwischen Clubs ausgetragen. Aktuell nehmen 14 Mannschaften am Wettbewerb teil.
| Team              | Heimstadion                                 |
| ----------------- | ------------------------------------------- |
| Badureliya SC     | Surrey Village Cricket Ground               |
| Bloomfield C&AC   | Bloomfield Cricket and Athletic Club Ground |
| Burgher RC        | Havelock Park                               |
| Chilaw Marians CC | Colombo Cricket Club Ground                 |
| Colombo CC        | Colombo Cricket Club Ground                 |
| Colts CC          | Colts Cricket Club Ground                   |
| Galle CC          | Galle International Stadium                 |
| Moors SC          | Moors Sports Club Ground                    |
| Nondescripts CC   | Nondescripts Cricket Club Ground            |
| Ragama CC         | Free Trade Zone Sports Complex              |
| Saracens SC       | Thurstan College Ground                     |
| Sinhalese SC      | Sinhalese Sports Club Ground                |
| SL Army SC        | Army Ground                                 |
| Tamil Union C&AC  | Paikiasothy Saravanamuttu Stadium           |

## Bezeichnungen
Der Wettbewerb hatte über die Zeit seiner Existenz mehrere unterschiedliche Bezeichnungen:
- seit 1998/99 Premier Trophy
- 1991/92–1997/98 P Saravanamuttu Trophy
- 1982/83–1990/91 Lakspray Trophy
- 1976/77–1981/82 Robert Senanayake Trophy
- 1950/51–1975/76 P Saravanamuttu Trophy
- 1938–1949/50 Daily News Trophy

## Sieger
| - 2019/20 Colombo CC - 2018/19 Colombo CC - 2017/18 Chilaw Marians CC - 2016/17 Sinhalese SC - 2015/16 Tamil Union C&AC - 2014/15 SL Ports Authority CC - 2013/14 Nondescripts CC - 2012/13 Sinhalese SC - 2011/12 Colts CC - 2010/11 Bloomfield C&AC - 2009/10 Chilaw Marians CC - 2008/09 Colts CC - 2007/08 Sinhalese SC - 2006/07 Colombo CC - 2005/06 Sinhalese SC - 2004/05 Colts CC - 2003/04 Bloomfield C&AC - 2002/03 Moors SC - 2001/02 Colts CC - 2000/01 Nondescripts CC - 1999/2000 Colts CC - 1998/99 Bloomfield C&AC - 1997/98 Sinhalese SC - 1996/97 Bloomfield C&AC - 1995/96 Colombo CC - 1994/95 Sinhalese SC & Bloomfield C&AC - 1993/94 Nondescripts CC - 1992/93 Sinhalese SC |  | - 1991/92 Colts CC - 1990/91 Sinhalese SC - 1989/90 Sinhalese SC - 1988/89 Nondescripts CC & Sinhalese SC - 1987/88 Colombo CC - 1986/87 Sinhalese SC - 1985/86 Sinhalese SC & Nondescripts CC - 1984/85 Colombo CC - 1983/84 Sinhalese SC - 1982/83 Bloomfield C&AC - 1981/82 Bloomfield C&AC - 1980/81 Bloomfield C&AC - 1979/80 Colombo CC - 1978/79 Nondescripts CC - 1977/78 Sinhalese SC - 1976/77 Nondescripts CC - 1975/76 Nondescripts CC - 1974/75 Sinhalese SC - 1973/74 Sinhalese SC - 1972/73 Sinhalese SC - 1971/72 Sinhalese SC - 1970/71 Nondescripts CC - 1969/70 Nondescripts CC - 1968/69 Sinhalese SC - 1967/68 Nomads SC - 1966/67 Sinhalese SC - 1965/66 nicht ausgetragen - 1964/65 Nomads SC |  | - 1963/64 Bloomfield C&AC - 1962/63 University - 1961/62 Sinhalese SC - 1960/61 Nondescripts CC - 1959/60 Sinhalese SC - 1958/59 Sinhalese SC - 1957/58 Nondescripts CC - 1956/57 Nondescripts CC - 1955/56 Burgher RC - 1954/55 Nondescripts CC - 1953/54 Nondescripts CC - 1952/53 Nondescripts CC - 1951/52 Sinhalese SC - 1950/51 Tamil Union C&AC - 1949/50 Sinhalese SC - 1948/49 Sinhalese SC - 1947/48 Sinhalese SC - 1946/47 Sinhalese SC - 1945/46 Tamil Union C&AC - 1944/45 Sinhalese SC - 1943/44 Sinhalese SC - 1942/43 nicht ausgetragen - 1941/42 nicht ausgetragen - 1940/41 Saracens SC - 1939/40 Sinhalese SC - 1938/39 Sinhalese SC - 1938 Kalutara TC |

## Siege nach Team
- Sinhalese SC 29 + 3 geteilt
- Nondescripts CC 14 + 2 geteilt
- Bloomfield C&AC 8 + 1 geteilt
- Colts CC 6
- Colombo CC 7
- Tamil Union C&AC 3
- Chilaw Marians CC 2
- Nomads SC 2
- Burgher RC 1
- Kalutara TC 1
- Moors SC 1
- Saracens SC 1
- SL Ports Authority CC 1
- University 1